# Kukryniksy

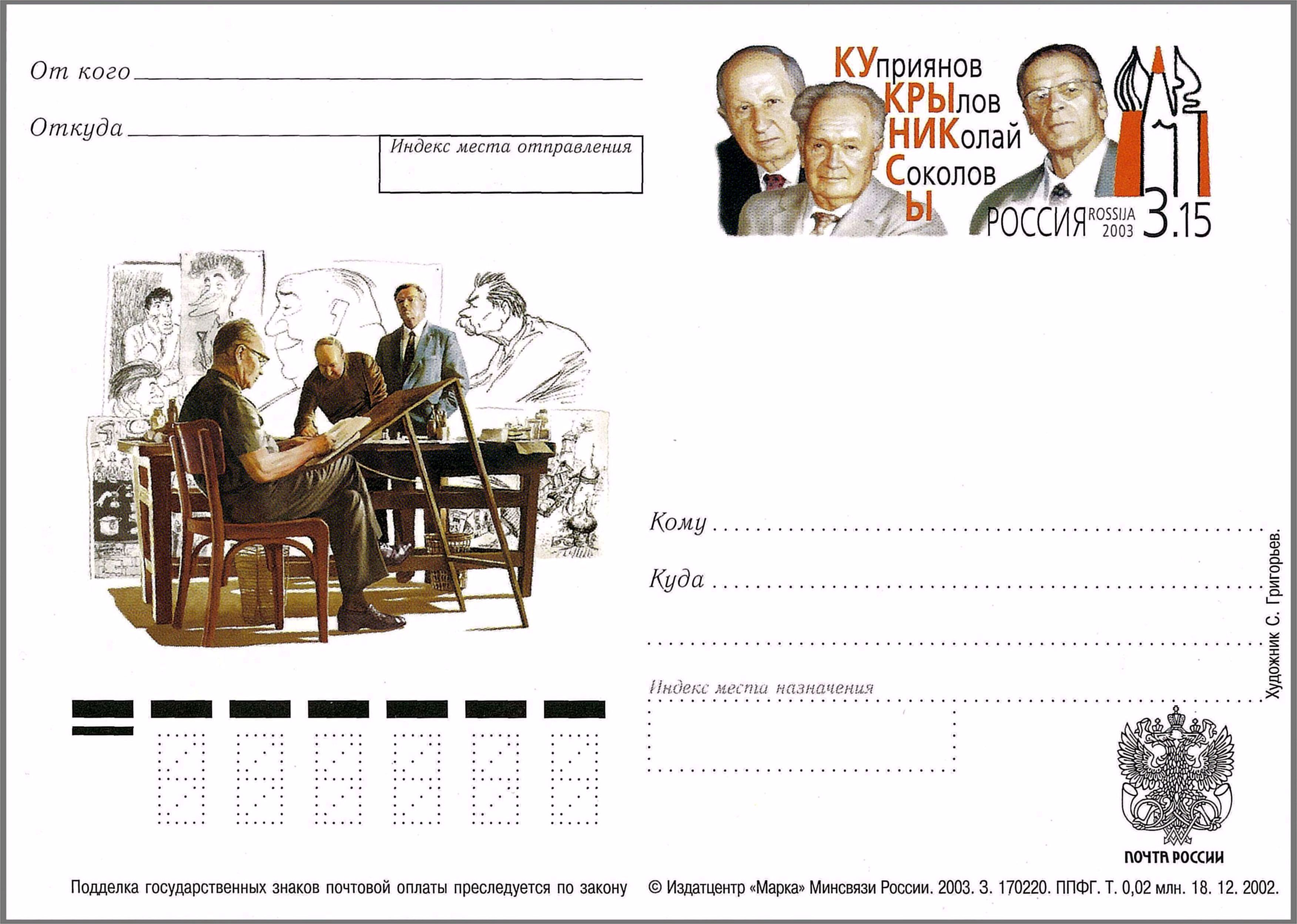
Ruská poštovní obálka s Kukryniksy

Kukryniksy (rusky Кукрыниксы) byl název pro trojici sovětských výtvarníků, věnujících se politické karikatuře. Společný pseudonym vznikl zkrácením jejich jmen: Michail Kuprijanov (1903—1991), Porfirij Krylov (1902—1990) a Nikolaj Sokolov (1903—2000). Skupina se dala dohromady na moskevské výtvarné škole VCHUTEMAS, kde roku 1922 začali spolupracovat Krylov s Kuprijanovem a v roce 1924 se k nim přidal Sokolov. Publikovali v deníku Pravda, literárním týdeníku Litěraturnaja gazeta a humoristickém časopise Krokodil, jejich kresby v souladu s oficiální propagandistickou linií zesměšňovaly západní státníky. V roce 1929 vytvořily Kukryniksy návrh scény pro inscenaci Majakovského hry Štěnice v Mejercholdově divadle. Za druhé světové války tvořili na frontě protinacistické karikatury pro nástěnné noviny Okna TASSu. Společně ilustrovali řadu knih od autorů jako Ilf a Petrov, Michail Jevgrafovič Saltykov-Ščedrin nebo Anton Pavlovič Čechov. Členové sdružení se zabývali také volnou tvorbou, kterou podepisovali každý zvlášť. V roce 1947 se stali čestnými členy Výtvarné akademie SSSR, v roce 1957 získali titul národních umělců SSSR, obdrželi také řád Hrdina socialistické práce.